# Bang-A-Boomerang
A Bang-A-Boomerang című dal a svéd ABBA együttes ABBA című stúdióalbumának kislemeze, melyet először Svenne & Lotta jelentetett meg svéd és angol nyelven. A dalt Benny Andersson, Björn Ulvaeus és Stig Anderson írták, eredetileg angol nyelven vokál és szöveg nélkül. Eredetileg Stop And Listen To Your Heart címen jelent volna meg. A dal címe – Bang-A-Boomerang  - arra utal, hogy mint a bumeráng, a szeretet is visszatér az ausztrál bennszülöttek bumerángjával.
1974 végén Andersson, Ulvaeus és Stig Anderson meghívást kaptak a Svéd Televízióba, hogy egy dalt mutassanak be az 1975-ös melodifestivalen-nek. Mivel az ABBA nem akart ismét versenybe szállni, így a szintén Polar Music kiadó szárnyai alatt ténykedő Svenne & Lotta páros kapta meg a dalt. 1974 novemberében a duó elénekelte a dal (2:50) perces változatát, mely rövidebb, mint az eredeti demo felvétel, hogy megfeleljen az Eurovíziós három perces szabályainak. A dal 1975 februárjában a svéd előválasztásokon a 3. lett, és Svenne & Lotta legnagyobb slágerei közé tartozott, és két hétig a Svensktoppen rádiós slágerlistára is felkerült a dal, melyet angol dalszöveggel is megjelentették.
Az ABBA változata 1975 nyarán került rögzítésre angol nyelven, mely 1975 április 21-én megjelent kislemezen is Franciaországban, melynek B oldalán a soron következő megjelenő SOS kapott helyet, illetve az ABBA albumára is felkerült.

## Megjelenések
7"  Franciaország Vogue 45 X 12.161
- A Bang-A-Boomerang – 3:02
- B  SOS – 3:21

## Slágerlista
| Slágerlista (1982)       | Legmagasabb helyezés |
| ------------------------ | -------------------- |
| Belgium (Flemish Region) | 29                   |
| Norway                   | 11                   |

## Feldolgozások
- A dán Ulla Pia[6] anyanyelvén énekelte a dalt.
- A svéd Noice zenekar 1981-ben kiadott Det Ljuva Livet[7] című albumán is szerepel a csapat saját változata.
- 1998-ban a svéd heavy metal csapat a Black Ingvars metál változata szerepel a Schlager Metal című albumunkon.
- 2000-en a svéd Lotta Engbergs cover változata svéd nyelven is megjelent Vilken Härlig Dag című albumán. A dal később a 2006-ban megjelent válogatás albumán – Världens bästa lotta[8] – is szerepelt.
- A dal szerepel az ABBA: You Can Dance című dance video játékában is.
- A dal német változata Sing, Wenn Du Mal Trauring Bist címmel jelent meg Nico Gaik előadásában, mely Musicalstars Sing ABBA albumán is szerepel.